# Награды Владимирской области
Награды Владимирской области — награды субъекта Российской Федерации учреждённые Администрацией Владимирской области на основании Закона Владимирской области от 7 ноября 2016 года № 126-ОЗ «О наградах Владимирской области» (с изменениями на 3 декабря 2018 года) и Указа Губернатора Владимирской области от 30 августа 2018 года № 98 «О наградах Губернатора Владимирской области».
Награды Владимирской области являются формой поощрения граждан, коллективов организаций и организаций, за значительный вклад в социально-экономическое развитие Владимирской области, большие заслуги и достижения в государственной, производственной, научно-исследовательской, социальной, культурной, общественной, благотворительной и иной деятельности.
Согласно закону, во Владимирской области устанавливаются следующие виды наград:
- Почётные звания Владимирской области;
- награды Владимирской области;
- награды Губернатора Владимирской области.

## Перечень наград

### Почётные звания Владимирской области
| Изображение награды                 | Наименование награды                             | Дата учреждения     | Правила награждения | Источник |
| ----------------------------------- | ------------------------------------------------ | ------------------- | --- | --- |
| Нагрудный знак Почётного гражданина | Звание «Почётный гражданин Владимирской области» | 21 января 1997 года | Звание «Почётный гражданин Владимирской области» является высшей по значимости в системе наград Владимирской области и присваивается Законодательным Собранием Владимирской области гражданам Российской Федерации, иностранным гражданам, лицам без гражданства (в том числе, посмертно), за особые заслуги перед областью в вопросах государственного строительства, государственной, производственной и общественной деятельности, в развитии экономики, науки и техники, культуры, искусства, народного образования, социального обеспечения, здравоохранения, физической культуры и спорта, обслуживания населения, получившим широкое общественное признание и способствующим развитию области, а также за многолетнюю благотворительную и меценатскую деятельность. Лицу, удостоенному звания «Почётный гражданин Владимирской области» вручается нагрудный знак почётного гражданина Владимирской области и удостоверение. Почётные граждане Владимирской области пользуются льготами и преференциями, их имена заносятся в Книгу почётных граждан Владимирской области. | Закон Владимирской области от 21 января 1997 года № 4-ОЗ «О присвоении звания "Почётный гражданин Владимирской области"» |

### Награды Владимирской области
| Изображение награды                                | Наименование награды                                       | Дата учреждения      | Правила награждения | Источник |
| -------------------------------------------------- | ---------------------------------------------------------- | -------------------- | --- | --- |
|                                                    | Медаль «За заслуги перед Владимирской областью»            | 11 декабря 2017 года | Медалью «За заслуги перед Владимирской областью» награждаются граждане Российской Федерации, иностранные граждане и организации, за заслуги в сфере развития сельского хозяйства, производства, науки, техники, культуры, искусства, спорта, воспитания и образования, здравоохранения, охраны окружающей среды и обеспечения экологической безопасности, законности, правопорядка и общественной безопасности, благотворительной деятельности. Медаль «За заслуги перед Владимирской областью» носится на правой стороне груди и при наличии государственных и ведомственных наград Российской Федерации и (или) СССР располагается ниже их. Для возможного повседневного ношения гражданам вручается миниатюрная копия медали «За заслуги перед Владимирской областью». Миниатюрная копия медали носится на левой стороне груди. При награждении медалью «За заслуги перед Владимирской областью» организации, медаль хранится в организации. | Закон Владимирской области от 7 ноября 2016 года № 126-ОЗ «О наградах Владимирской области» (с изменениями на 3 декабря 2018 года) ---               |
|                                                    | Знак отличия «Знак великого князя Андрея Боголюбского»     | 11 декабря 2017 года | Знаком отличия «Знак великого князя Андрея Боголюбского» награждаются граждане Российской Федерации, иностранные граждане и организации, за выдающиеся заслуги перед Владимирской областью, связанные с достижениями в культуре, искусстве, развитии туризма во Владимирской области. Основанием для награждения граждан является их работа в соответствующей сфере не менее 10 лет и награждение Почётной грамотой администрации Владимирской области. Знак отличия «Знак великого князя Андрея Боголюбского» носится на правой стороне груди и при наличии государственных и ведомственных наград Российской Федерации и (или) СССР располагается ниже их. При награждении организации знак отличия «Знак великого князя Андрея Боголюбского» хранится в организации. | Закон Владимирской области от 7 ноября 2016 года № 126-ОЗ «О наградах Владимирской области» (с изменениями на 3 декабря 2018 года) ---               |
| за 20 лет службы за 25 лет службы за 30 лет службы | Почётный знак «За безупречную службу Владимирской области» | 7 ноября 2016 года   | Почётным знаком «За безупречную службу Владимирской области» награждаются лица, замещающие государственные должности Владимирской области, должности государственной гражданской службы Владимирской области, лица, замещающие муниципальные должности, должности муниципальной службы, за развитие российской государственности и местного самоуправления, безупречную службу, плодотворную служебную деятельность. При наличии перечисленных заслуг и отсутствии неснятых дисциплинарных взысканий, представляются к награждению почётным знаком «За безупречную службу Владимирской области»: - XX (лет) — государственные и муниципальные служащие, имеющие стаж работы в государственных органах области и органах местного самоуправления во Владимирской области (далее — служебный стаж) 20 лет; - XXV (лет) — государственные и муниципальные служащие, имеющие служебный стаж 25 лет; - XXX (лет) — государственные и муниципальные служащие, имеющие служебный стаж 30 лет. В случае награждения государственного (муниципального) служащего несколькими почётными знаками «За безупречную службу Владимирской области», ношению подлежит знак за более продолжительный стаж работы. | Закон Владимирской области от 7 ноября 2016 года № 126-ОЗ «О наградах Владимирской области» (с изменениями на 3 декабря 2018 года)                   |
|                                                    | Медаль «За трудовые заслуги»                               | 3 декабря 2018 года  | Медалью Владимирской области «За трудовые заслуги» награждаются граждане Российской Федерации и иностранные граждане, за высокие трудовые достижения в производственной, научно-исследовательской, социально-культурной и общественной деятельности. Основанием для награждения граждан медалью является их работа в соответствующей сфере не менее 10 лет и награждение Почётной грамотой администрации Владимирской области. Медаль «За трудовые заслуги» носится на правой стороне груди и при наличии государственных и ведомственных наград Российской Федерации и (или) СССР располагается ниже их. | Закон Владимирской области от 7 ноября 2016 года № 126-ОЗ «О наградах Владимирской области» (с изменениями на 3 декабря 2018 года) ---               |
|                                                    | Медаль Орлова «За медицинскую доблесть»                    | 30 декабря 2020 года | Награждение медалью Орлова «За медицинскую доблесть» производится в целях поощрения медицинских работников медицинских организаций, расположенных на территории Владимирской области, проявивших самоотверженность при исполнении профессионального долга в условиях, сопряженных с риском для жизни и здоровья. Медаль Орлова «За медицинскую доблесть» носится на правой стороне груди и при наличии государственных и ведомственных наград Российской Федерации и (или) СССР располагается ниже их. | Закон Владимирской области от 30 декабря 2020 года № 140-ОЗ «О внесении изменений в Закон Владимирской области «О наградах Владимирской области» --- |
|                                                    | Почётный знак «Почётный донор Владимирской области»        | 3 августа 2021 года  | Награждение почётным знаком «Почётный донор Владимирской области» производится в целях поощрения доноров, сдавших безвозмездно на территории Владимирской области кровь и (или) её компоненты (за исключением плазмы крови) 20 и более раз, либо кровь и (или) её компоненты 13 и более раз и плазму крови в общем количестве крови и (или) её компонентов и плазмы крови 20 и более раз, либо кровь и (или) её компоненты менее 12 раз и плазму крови в общем количестве крови и (или) её компонентов и плазмы крови 30 и более раз, либо плазму крови 30 и более раз. Почётным знаком награждаются соответствующие условиям граждане Российской Федерации и иностранные граждане. Почётный знак «Почётный донор Владимирской области» носится на правой стороне груди и при наличии государственных и ведомственных наград Российской Федерации и (или) СССР располагается ниже их. | Закон Владимирской области от 3 августа 2021 года № 78-ОЗ «О внесении изменений в Закон Владимирской области «О наградах Владимирской области»       |
|                                                    | Медаль «Педагогическая слава земли Владимирской»           | 6 сентября 2023 года | Награждение медалью «Педагогическая слава земли Владимирской» производится в целях поощрения учителей, преподавателей, воспитателей и иных работников организаций, осуществляющих образовательную деятельность, научных организаций системы образования за заслуги в педагогической и воспитательной деятельности, обеспечивающей получение обучающимися глубоких знаний, развитие и совершенствование их творческого потенциала, в создании инновационных учебно-методических пособий, программ, авторских методик, в участии в научно-методическом обеспечении образовательного процесса. Медалью награждаются соответствующие условиям лица, имеющие стаж работы в системе образования Владимирской области не менее 15 лет, проработавшие по последнему месту работы не менее трех лет, и не ранее чем через три года с момента награждения почётной грамотой исполнительного органа Владимирской области, осуществляющего государственное управление в сфере образования. Медаль «Педагогическая слава земли Владимирской» носится на правой стороне груди и при наличии государственных и ведомственных наград Российской Федерации и (или) СССР располагается ниже их.                   | Закон Владимирской области от 6 сентября 2023 года № 147-ОЗ «О внесении изменений в Закон Владимирской области «О наградах Владимирской области»     |

### Награды Губернатора Владимирской области
| Изображение награды                           | Наименование награды                                       | Дата учреждения      | Правила награждения | Источник |
| --------------------------------------------- | ---------------------------------------------------------- | -------------------- | --- | --- |
| для награждения женщин для награждения мужчин | Почётный знак «Родительская слава Земли Владимирской»      | 29 марта 2013 года   | Почётным знаком администрации Владимирской области «Родительская слава Земли Владимирской» награждаются родители (усыновители) - граждане Российской Федерации, состоящие в браке, заключённом в органах записи актов гражданского состояния, проживающие на территории Владимирской области не менее 10 лет и достойно воспитывающие пятерых и более детей, рождённых в совместном браке, (в т.ч. усыновлённых), ответственно относящиеся к семье и семейным отношениям, выполнению родительского долга, принимающие активное участие в общественной жизни района, города, области, имеющие успехи в трудовой деятельности и воспитании детей. В случае неполной семьи Почётным знаком награждается один из родителей (усыновителей). Награждение Почётным знаком усыновителей производится при условии достойного воспитания и содержания усыновлённых (удочерённых) детей в течение не менее пяти лет. Семьям, награждённым Почётным знаком, выплачивается единовременная денежная премия в размере 34500 рублей с учётом налога на доходы физических лиц. Выплата премии производится одному из родителей по ведомости финансовым управлением администрации области. Почётный знак, удостоверение к нему и единовременная денежная премия вручаются Губернатором области либо должностным лицом по его поручению в торжественной обстановке. | Постановление Губернатора Владимирской области от 29 марта 2013 года № 359 «Об учреждении Почётного знака администрации Владимирской области "Родительская слава Земли Владимирской"» |
|                                               | Почётный знак «За вклад в экономику Владимирской области»  | 30 августа 2018 года | Почётным знаком Губернатора области «За вклад в экономику Владимирской области» награждаются организации, граждане Российской Федерации, иностранные граждане за успешную реализацию инвестиционных проектов на территории области, высокие показатели производственной деятельности, внедрение новых технологий и методов управления. Подготовка к вручению и учёт лиц, награжденных почётным знаком Губернатора области «За вклад в экономику Владимирской области», осуществляется департаментом инвестиций и внешнеэкономической деятельности администрации области. При награждении граждан почётный знак Губернатора области «За вклад в экономику Владимирской области» носится на шейной ленте. При награждении организации почётный знак хранится в организации. | Указ Губернатора Владимирской области от 30 августа 2018 года № 98 «О наградах Губернатора Владимирской области»                                                                      |
|                                               | Почётный знак «За доброту и милосердие»                    | 5 июня 2018 года     | Почётным знаком Губернатора области «За доброту и милосердие» награждаются организации, граждане Российской Федерации, иностранные граждане за активную добровольческую (волонтерскую), благотворительную и общественную деятельность во Владимирской области. Почётный знак вручается в торжественной обстановке Губернатором области либо в его отсутствие лицом, исполняющим обязанности Губернатора области, либо иным лицом по поручению Губернатора области. Одновременно с Почётным знаком гражданину Российской Федерации, иностранному гражданину, организации вручается соответствующее удостоверение. Удостоверение к Почётному знаку подписывается Губернатором области или лицом, его замещающим, подпись заверяется гербовой печатью администрации области. Почётный знак носится на правой стороне груди и располагается после государственных и ведомственных наград. | Указ Губернатора Владимирской области от 05 июня 2018 года № 65 «Об учреждении Почётного знака Губернатора области "За доброту и милосердие"»                                         |
|                                               | Почётный знак «Честь и доблесть»                           | 30 августа 2018 года | Почётным знаком Губернатора области «Честь и доблесть» награждаются: - сотрудники правоохранительных органов, пожарно-спасательных служб, военнослужащие за высокие личные показатели в служебной деятельности и профессиональной подготовке, мужество и самоотверженность, проявленные при исполнении служебного долга, охране общественного порядка, в борьбе с преступностью, при спасении людей во время стихийных бедствий, пожаров, катастроф и других чрезвычайных обстоятельств, проработавшие на территории области в соответствующей сфере не менее 10 лет и награждённые Почётной грамотой администрации Владимирской области; - граждане Российской Федерации, иностранные граждане за смелые и решительные действия при спасении людей во время стихийных бедствий, пожаров, катастроф и других чрезвычайных обстоятельств на территории Владимирской области. Подготовка к вручению и учёт лиц, награжденных почётным знаком Губернатора области «Честь и доблесть», осуществляется комитетом государственной и муниципальной службы администрации области. | Указ Губернатора Владимирской области от 30 августа 2018 года № 98 «О наградах Губернатора Владимирской области»                                                                      |
|                                               | Штандарт Губернатора Владимирской области                  | 24 марта 2017 года   | Штандарт Губернатора Владимирской области является почётным знаком оценки достижений, способствующих процветанию Отечества и родного края. Штандарт олицетворяет связь героического прошлого с нынешним днём, служит символом преданности интересам государства, родной Земле. Штандартом могут быть награждены воинская часть или другое воинское формирование, образовательные и иные организации. Награждение штандартом производится за значительный вклад в дело защиты Отечества, подготовку высококвалифицированных кадров, воспитание подрастающего поколения, активное участие в укреплении законности и правопорядка на основании представления коллективов организаций либо органов государственной власти и органов местного самоуправления области. Штандарт вручается Губернатором области или заместителем Губернатора области. | Указ Губернатора Владимирской области от 24 марта 2017 года № 29 «О штандарте Губернатора области»                                                                                    |
|                                               | Памятный знак «Сельскому старосте. За добросовестный труд» | 30 августа 2018 года | Памятным знаком Губернатора области «Сельскому старосте. За добросовестный труд» награждаются старосты сельских населенных пунктов Владимирской области за активную общественную деятельность по улучшению условий труда и быта сельских жителей. Инициатива о награждении памятным знаком Губернатора области оформляется в виде ходатайства и в письменной форме вносится Губернатору области. Подготовка к вручению и учёт лиц, награждённых памятным знаком, осуществляется комитетом внутренней политики администрации области. Памятный знак носится на правой стороне груди и при наличии государственных, ведомственных наград Российской Федерации и (или) СССР, наград Владимирской области располагается ниже их. | Указ Губернатора Владимирской области от 30 августа 2018 года № 98 «О наградах Губернатора Владимирской области»                                                                      |